# Paul Nothomb
Paul Nothomb (Sint-Gillis,  7 december 1913 – Le Kremlin-Bicêtre, 27 februari 2006) was een Belgisch schrijver en filosoof.

## Levensloop
Paul Nothomb was de tweede van de acht kinderen van senator Pierre Nothomb en zijn eerste echtgenote Juliette Bamps (1891-1926). 
Hij bereidde zich voor op een militaire carrière in de Kadettensschool en vervolgens in de Koninklijke Militaire School, waar hij, als eerste van zijn promotie geklasseerd, de Degen des Konings won.
De inzet van zijn vader in rechts-radicale en katholieke kringen belette Paul niet (integendeel wellicht) om een volledig andere weg in te slaan en communist te worden. Hij had zijn brevet van vliegenier behaald en ging zich aanmelden bij de Internationale Brigades die de Spaanse republikeinen ondersteunden. Hij ging behoren tot de escadrille España, geleid door André Malraux, met wie hij bevriend werd. . In 1999 werd door het productiehuis Rose Night een documentaire gemaakt en een boek gepubliceerd met zijn getuigenis en die van zijn vrouw over hun deelname aan de Spaanse oorlog.
Terug in België vond hij zijn communistische vrienden terug. Hij schreef artikels over internationale politiek in Le Drapeau Rouge en La Voix du Peuple. Tijdens de Schemeroorlog werd hij op 12 april 1940 gevangengezet als staatsgevaarlijk. Hij werd gedeporteerd naar het interneringskamp van Saint-Cyprien, maar wist daar op 13 juli te ontsnappen en keerde terug naar Brussel. Vanaf 1941 stapte hij in het verzet.

## Verklikkingsproblemen
Op 13 mei 1943 werd Nothomb door de Gestapo gearresteerd en aan scherpe ondervragingen onderworpen. De algemene regel binnen het verzet was dat men, na twee dagen, namen mocht vrijgeven, aannemende dat al wie bij de arrestant bekend was, ondertussen had kunnen in de clandestiniteit verdwijnen. Nothomb wilde vooral zijn vriendin beschermen en gaf enkele namen vrij.
Het resultaat was dramatisch. Er volgden huiszoekingen waar nog bijkomend namen werden gevonden. In totaal werden honderd en vier arrestaties verricht van leden die tot verzetsgroepen behoorden. Drieënzeventig onder hen werden gedeporteerd, twaalf werden geëxecuteerd en acht stierven in concentratiekampen. Een aantal onder hen was eerst geconfronteerd met Nothomb, die hen verklaarde dat hij nazi geworden was en hen aanraadde hetzelfde te doen.
Hij bleef gevangen, maar slaagde er enkele maanden later in om te ontsnappen en zich bij het Britse leger te voegen.
Na de Bevrijding werden onvermijdelijk klachten tegen hem ingediend en werd hij gearresteerd. In 1946 verscheen hij voor de Krijgsraad en met inachtname van verzachtende omstandigheden werd hij tot twee jaar gevangenis veroordeeld. Er werd beroep aangetekend en de straf werd verhoogd tot acht jaar. Toch werd hij al in 1948 vrijgelaten en verkreeg hij eerherstel.
In een documentaire door Georges Mourier, onder de titel Trahir? Verraad plegen? werd het dilemma onderzocht waar Nothomb voor gesteld werd.

## Verder leven
Na het herwinnen van de vrijheid zag het er weinig rooskleurig uit voor een verder verblijven in België. Onder de naam Julien Segnaire ging Nothomb in Frankrijk wonen. Door bemiddeling van Malraux kwam hij in dienst bij de uitgever Gallimard, waar hij zich op kunstgeschriften specialiseerde. Hij publiceerde ook een aantal romans en andere teksten. Na zijn eerste publicaties onder de naam Julien Segnaire, publiceerde hij stilaan onder eigen naam. Hij filosofeerde ook over de Bijbelverhalen, gezien vanuit een vrijzinnig standpunt.
In 1952 trouwde hij met zijn vriendin Marguerite Develer (1911-2001) met wie hij in september 1943 een dochter had, Michèle-Paule Nothomb. Ze zouden in 1950 nog een tweede dochter hebben gehad in Parijs, Anne-Françoise Nothomb. 

## Publicaties
- Le Délire Logique, Parijs, Gallimard, 1948, (heruitgave éd. Phébus, 1999). Autobiografisch.
- N'y être pour rien, roman, Parijs, Gallimard, 1948, (heruitgave éd. Phébus, 1995). Autobiografisch.
- La Rançon, Parijs, Gallimard, 1957 (heruitgave Ed. Phébus, 2001). Autobiografisch.
- L'Homme immortel. Nouveau regard sur l'Eden, Parijs, Albin Michel, 1984.
- L'Image de Dieu, Brussel, La Longue-Vue, 1984.
- La Mémoire de l'Éden, Brussel, La Longue Vue, 1987.
- Les Tuniques d'aveugles, Parijs, Ed. de la Différence / La Longue Vue, 1990.
- Les Récits bibliques de la Création, Parijs, éd. de la Différence, 1991.
- L'Imagination captive. Essai sur l'homme immortel, Parijs, éd. de la Différence, 1994.
- N'y être pour rien, roman, Parijs, éd. Phébus, 1995. Autobiografisch.
- Non Lieu, récit, Parijs, éd. Phébus, 1996. Autobiografisch.
- Malraux en Espagne, Parijs, éd. Phébus, Paris, 1999.
- Le Second récit. L'autre Lecture de la Genèse, Parijs, éd. Phébus, 2000.
- Ça ou l'histoire de la pomme, Parijs, éd. Phébus, 2003.
- Ève dans le jardin, Parijs, éd. Phébus, Paris, 2004.

## Filmografie
- Trahir ? documentaire door Georges Mourier (2000).

## Voetnota's
1. ↑  freidok.uni-freiburg.de, JOSEPH JURT, "aul Nothomb, compagnon de Malraux lors de la guerre civile d‘Espagne"
2. ↑  L'Humanité, Le Délire logique de Paul Nothomb, 6 avril, 2000.
3. ↑  École Nationale des Chartes, Laurine Arnould, Lettres clandestines de prison de Paul Nothomb à sa femme (1945-1947).
4. ↑  « Celui qui avait parlé », L'Histoire, octobre 1999.

- Biblioteca Nacional de España: XX1383129
- Bibliothèque nationale de France: cb120124723 (data)
- Catàleg d'autoritats de noms i títols de Catalunya: 981058610614106706
- Gemeinsame Normdatei: 1229525440
- International Standard Name Identifier: 0000 0000 8179 0673
- Library of Congress Control Number: n84093588
- Nationale Bibliotheek van Tsjechië: skuk0004347
- Nationale Bibliotheek van Israël: 987007265893605171
- Nederlandse Thesaurus van Auteursnamen: 117943363
- Système universitaire de documentation: 028250125
- Virtual International Authority File: 112114845
- WorldCat: E39PCjwYV6b9JVgWwPCPg4cYrm